# تأجير تمويلي
الإيجار التمويلي (ويُدعى أيضًا الإيجار الرأسمالي وإيجار المبيعات) نوع من الإيجار، تكون فيه مؤسسة مالية هي المالكة القانونية للأصل طوال مدة الإيجار، ولا يكون للمستأجِر (الطرف المنتفع بالأصل) حق استعمال الأصل فحسب، وإنما يكون له أيضاً نصيب من الأخطار الاقتصادية والعوائد الناتجة عن تغيُّر قيمة الأصل.
لمزيد من التحديد: هو اتفاق تجاري، فيه:
- يختار المستأجِر (عميل أو مقترِض) أصلًا (جهازًا أو برنامجا).
- فيشتري المؤجِر (مؤسسة مالية) الأصل.
- فيكون للمستأجِر حق استعمال ذلك الأصل أثناء المدة المحددة في العقد.
- ويدفع المستأجِر سلسلة من الأجور أو الأقساط مقابل استعمال الأصل.
- فيسترد المؤجِر تكلفة الأصل، أو حصة كبيرة منه، إلى جانب حصوله على فائدة من الأجور التي يدفعها المستأجِر.
- ثم يكون للمستأجِر خيار امتلاك الأصل (بدفْع الأجرة الأخيرة مثلاً، أو بخيار الشراء بسعر مجزٍ).

بين كل من الإيجار التمويلي والشراء بالتقسيط والإيجار المنتهي بالتمليك خصائص مالية مشتركة، منها أن المستأجِر في نهاية العقد يصبح مالك الأصل. لكنها تختلف من ناحية المعالجة المحاسبية والآثار الضريبية. قد يكون للمستأجِر منافع ضريبية في إيجار الأصل بدلًا من شرائه مباشرة. المنافع هي التي تدفعه إلى الإيجار التمويلي.

## أثره في المحاسبة
- الإيجار التمويلي عقد مُرَسمَل، ثم تزداد الأصول والمطلوبات في قائمة الميزانية العمومية. نتيجة هذا يبقى رأس المال المتداوَل كما هو، لكن تزداد نسبة الدين/ رأس المال، خالِقةً رفعًا مالياً إضافياً.
- تنقسم نفقات الإيجار التمويلي إلى القيمة الرئيسة وقيمة الفائدة، كما في السندات والقروض. من أجل ذلك تقسَّم مدفوعات الأجور في تقارير التدفق النقدي، فيكون جزء منها تحت بند «التدفق النقدي التشغيلي»، وجزء تحت «التدفق النقدي التمويلي»، ثم يزداد التدفق النقدي التشغيلي.

ينص المعيار الرئيس في «المعايير الدولية لإعداد التقارير المالية» على:
إذا حُوِّلت «كل الأخطار والأرباح» المتعلقة بالملكية إلى المستأجِر، فهو إيجار تمويلي. إن لم يكن إيجارًا تمويلياً، فهو إيجار تشغيلي. يمكن التنويه بتحويل المخاطرة إلى المستأجِر في بنود عقد الإيجار، كأن تنصّ للمستأجِر على خيار شراء الأصل بسعر منخفض (عادة ما يساوي القيمة المتبقية) عند نهاية عقد الإيجار. ويمكن التنويه أيضاً: بطبيعة الأصل (احتمال أن يستعمله شخص آخر غير المستأجِر)، ومدة عقد الإيجار (تغطيتها لمعظم العمر الإنتاجي للأصل)، والقيمة الحالية لمدفوعات الإيجار (تغطيتها لتكلفة الأصل).
لا تتيح تلك المعايير الدولية قواعد محددة للتفريق بين مختلف أنواع عقود الإيجار، لذا لا بد من وجود متشابهات في بعض الأحيان. يمكن أحيانًا استعمال عقود الإيجار لتحسين شكل قوائم الميزانية العمومية، شريطة أن يبرِّر المستأجر حسبانها ضمن عقود الإيجار التشغيلي.

## المعالجة المحاسبية حسب البلد

### المعايير الدولية لإعداد التقارير المالية (آي إف آر إس)
في الدول -البالغ عددها أكثر من 100- التي تُجري المحاسبات وفق المعايير الدولية لإعداد التقارير المالية يكُون المعيار المحتكَم إليه هو: آي إيه إس 17 «إيجارات». لكنه يُلغى حالياً تدريجياً، ليحل محله في تقارير فترات من 2019 معيار آي إف آر إس 16 «إيجارات».
صحيح أن معيار آي إيه إس 17 يشبه من جوانب كثيرة «معيار المحاسبة المالية 13» (إف إيه إس 13) المعمول به في الولايات المتحدة، لكنه لا يَعتمد على قواعد «الخط الساطع» (تحديد حد أقصى بنسبة مئوية معيّنة) الخاصة بمدة الإيجار والقيمة الحاليّة للأجور. وبدلًا منها يقوم على القواعد الخمس الآتية، التي إن تَوافق العقد مع أي منها عُدّ إيجاراً تمويلياً:
- انتقال ملكية العقد إلى المؤجَر في نهاية مدة الإيجار.
- احتواء عقد الإيجار على خيار شراء الأصل بسعر مُجزٍ أقل من السعر السّوقي العادل.
- أن تغطي مدة الإيجار معظم العمر الاقتصادي للأصل، وإن لم يُنقل حق الملكية،
- تَساوي قيمة الحد الأدنى لمدفوعات الإيجار عند بداية فترة العقد مع قيمة الأصل العادلة على الأقل.
- كوْن الأصل ذا طبيعة خاصة تُصعِّب على غير المستأجِر استعمال الأصل بلا تعديلات كبيرة.

يُستخدم معيار «آي إف آر إس 16» حالياً بدلاً من آي إيه إس 17 في مشروع مشترك مع «مجلس معايير المحاسبة المالية» الأمريكي. نُشر المعيار في 2016، وطُولبت الشركات بتنفيذه بحلول 2019 أو قبل.

### أستراليا
المعيار المحاسبي المتعلق بالإيجار في أستراليا هو: إيه إيه إس بي 117 إيجار. صدر هذا المعيار في يوليو 2004، وينطبق على محاسبات عقود الإيجار كلها ما عدا: (أ) عقود الإيجار المبرَمة لاستكشاف المعادن والنفط والغاز الطبيعيّ وما شابه من الموارد غير المتجددة واستعمالها، (ب) واتفاقيات الترخيص الخاصة بأشياء مثل الأفلام والفيديوهات والمسرحيات والمخطوطات وبراءات الاختراع وحقوق التأليف والنشر.
وفقاً لفقرة 4 من إيه إيه إس بي 117، فعقد الإيجار هو: اتفاق ينقل فيه المؤجِر إلى المستأجِر حق استعمال أصل لمدة محددة، مقابل أجرة أو سلسلة أجور.
يُعد العقد عقد إيجار تمويلي إذا كان «ينقل كل الأخطار والأرباح العرَضية المتعلقة بملكية الأصل» (إيه إيه إس بي 117، فقرة 8).

### الولايات المتحدة
وفقا للمعايير المحاسبية الأمريكية، فعقد الإيجار التمويلي (الرأسمالي) هو: عقد ينطبق عليه معيار واحد على الأقل مما يلي:
- انتقال ملكية العقد إلى المستأجِر في نهاية مدة الإيجار.
- سماح العقد للمستأجِر بشراء الأصل، وكون المستأجِر متيقِّنًا تيقُّنًا معقولا من أنه سيستغل هذا الخيار.
- أن تغطي مدة الإيجار معظم العمر الاقتصادي الباقي للأصل (75% أو أكثر من العمر الإنتاجي المقدَّر له).
- كوْن القيمة الحالية لمدفوعات الإيجار، وأي قيمة أخرى متبقية يضمنها العقد، مُساوية لقيمة الأصل العادلة على الأقل 90% من إجمالي تكلفته الأصلية).
- كوْن الأصل ذا طبيعة خاصة لا تتيح للمؤاجِر استعمال الأصل استعمالاً بديلاً آخر بعد انتهاء مدة الإيجار.